# Паредр
Паредр (также паредра, парэдр, от др.-греч. πάρεδρος - «сидящий рядом») — в древнегреческой культурe заместитель или соправитель божества или представителя власти.

## Органы власти

### Афины
В пятом и четвёртом веках до нашей эры паредры существовали для афинскиx должностей первого архонта-эпонима (главы исполнительной власти, его именем называли год), второго архонта-басилея (ведавшего культом), третьего архонта-полемархa (военачальника). Должности паредров носила официальный характер; они издавали приказы и несли ответственность. У каждого из десяти эвтинов из Совета пятисот в четвёртом веке до нашей эры было по два паредра из числа членов Совета .

### Спарта
В Спарте паредрами царей называли эфоров.

### Египет
Паредры в Египте состояли членами консультативных советов при судах между третьим веком до нашей эры и первым веком нашей эры.

### Рим
В Римской империи паредры играли роль асессоров в восточных провинциях.

## Мифология
Паредра в мифологии — спутник, супруг или помощник более важного божества, обычно противоположного пола.